# 2 Pułk Dragonów (austro-węgierski)

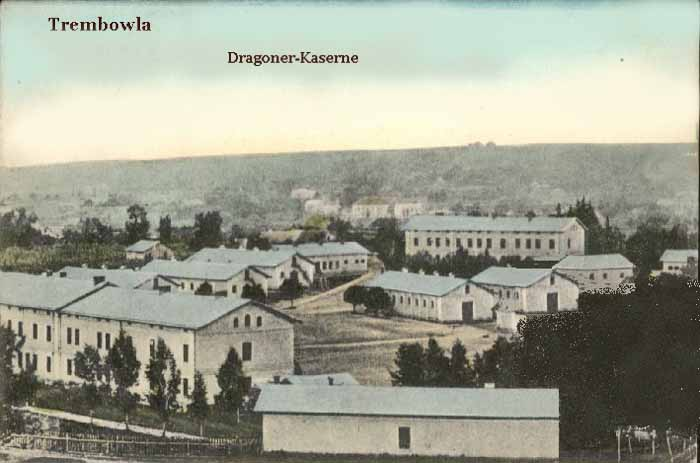
Koszary dragonów w Trembowli

Czeski Pułk Dragonów Nr 2 – pułk kawalerii cesarsko-królewskiej Armii.

## Historia pułku
W 1672 roku został utworzony Pułk Kirasjerów obrista Antonio von Caraffa. W 1798 roku oddział został przemianowany na Pułk Kirasjerów Nr 2.
W 1846 roku sztab pułku stacjonował w Łańcucie.
1 października 1867 roku oddział został przemianowany na Pułk Dragonów Nr 2.
W 1883 roku sztab pułku razem z kadrą zapasową stacjonował w Sopronie (niem. Ödenburg). W następnym roku sztab pułku razem z kadrą zapasową został przeniesiony do Wiener Neustadt na terytorium 2 Korpusu. W 1889 roku pułk wchodził w skład 17 Brygady Kawalerii w Wiedniu.
W 1892 roku pułk został przeniesiony na terytorium 1 Korpusu i włączony w skład 20 Brygady Kawalerii w Krakowie. Sztab pułku razem z 2. dywizjonem oraz kadrą zapasową został przeniesiony do Ołomuńca (niem. Olmütz), natomiast 1. dywizjon do miejscowości Bzenec (niem. Bisenz).
W 1898 roku pułk został przeniesiony na terytorium 11 Korpusu i włączony w skład 15 Brygady Kawalerii. Sztab pułku razem z 2. dywizjonem został przeniesiony do Tarnopola, a 1. dywizjon do Trembowli. Kadra zapasowa pułku została przesunięta do miejscowości Dobřany na terytorium 8 Korpusu.
W 1914 roku pułk stacjonował na terytorium 11 Korpusu (sztab w Tarnopolu, 1. dywizjon w Czortkowie, a 2. dywizjon w Trembowli), natomiast kadra zapasowa pułku załogowała w Dobřanach. Pułk wchodził w skład 15 Brygady Kawalerii.
Swoje święto pułk obchodził 21 czerwca w rocznicę bitwy pod Tokajem stoczonej w 1673 roku.
Żołnierze nosili wyłogi czarne, guziki srebrne.

## Organizacja pułku
- komenda pułku
- 1 dywizjon
- 2 dywizjon
- kadra zapasowa
- pluton pionierów
- patrol telegraficzny

Dywizjon składał się z trzech szwadronów liczących 117 dragonów. Pułk według etatu liczył 37 oficerów oraz 874 podoficerów i żołnierzy.

## Szef pułku
Kolejnymi szefami pułku byli:
- FM Antonio von Caraffa(inne języki) (1672 – †6 III 1693),
- FM Teodor Józef Lubomirski (1736 – †6 II 1745),
- GdK Karl von Caramelli di Castiglione-Fallet (1767 – †29 II 1788),
- GdK książę Modeny Franciszek IV Habsburg-Este (1789 – †21 I 1846),
- FML Heinrich Sunstenau von Schützenthal (1846 – 1850),
- król Bawarii Maksymilian II (1850 – †10 III 1864),
- pruski FM Friedrich von Wrangel (1864 – †2 XI 1877),
- GdK Tassilo von Festetics de Tolna (1877 – †7 II 1883),
- GdK Nikolaus Pejácsevich von Veröcze (1883 – †6 VII 1890),
- generał pułkownik Eduard von Paar(inne języki) (od 1890)[1].

Obowiązki drugiego szefa pułku wykonywali:
- FML Heinrich Sunstenau von Schützenthal (1845 – 1846 oraz 1850 – †4 XI 1865),
- FML Tassilo von Festetics de Tolna (1865 – 1877)[1].

## Komendanci pułku
- obrist Antonio von Caraffa (1673)
- obristlieutenant Horatio Strassoldo (1674 – 1680)
- płk Friedrich Hein von Heinsberg (1867 – 1869)
- płk Karl Beales (1869 – 1876)
- płk Wilhelm Uiberfeld (1876 – 1878)
- płk Alfred Lorenz (1878)
- ppłk / płk Wenzel Festetics de Tolna (1878 – 1884 → urlopowany)
- ppłk Leopold Powa (Pova) (1884 – 1885)
- płk Hugo Förster (1885 – 1891)
- płk Hugo Kálnoky von Köröspatak(inne języki) (1891 – 1896 → urlopowany)
- płk Franz von Zwackh zu Holzhausen (1896 – 1898 → stan spoczynku)
- płk Wilhelm von Schnehen (1898 – 1902 → stan spoczynku)
- płk Anton Hroch von Dalebor (1902 – 1905 → stan spoczynku)
- płk Karl von Skala (1905 – 1907)
- ppłk / płk Adam Pietraszkiewicz (XII 1907 – VII 1912 → komendant 14 Brygady Kawalerii)
- ppłk / płk Karl von Peche (1912 – 1914[1])
- płk Jan Bolesta Koziebrodzki († 10 V 1915)[12]